# Farhan Farhan
Farhan Farhan, född 24 oktober 1996, är en bahrainsk simmare.
Farhan tävlade för Bahrain vid olympiska sommarspelen 2016 i Rio de Janeiro, där han blev utslagen i försöksheatet på 50 meter frisim.